# Ponte di Chancy
Il ponte di Chancy è un ponte pedonale e veicolare costruito sul fiume Rodano e appartiene alla Route de Bellegarde che collega Chancy (Svizzera) a Pougny (Francia).